# Jonathan Guerazar
Jonathan Ezequiel Guerazar (Buenos Aires, Argentina, el 26 de marzo de 1990) es un futbolista argentino. Juega de Volante y su club actual es Palestino de la Primera División de Chile.

## Clubes
| Club                   | País      | Año         |
| ---------------------- | --------- | ----------- |
| Unión de Mar del Plata | Argentina | 2006        |
| Unión San Felipe       | Chile     | 2007 - 2008 |
| Ñublense               | Chile     | 2008        |
| Fortaleza              | Brasil    | 2009        |
| Unión San Felipe       | Chile     | 2010        |
| Oriente Petrolero      | Bolivia   | 2011        |
| Unión San Felipe       | Chile     | 2012        |
| Palestino              | Chile     | 2013        |